# El Colomer (les Preses)
El Colomer és un edifici al terme municipal de les Preses inclosa en l'Inventari del Patrimoni Arquitectònic de Catalunya.
Es tracta d'un gran casal orientat a l'est amb teulada a dues vessants. Hi ha un portal dovellat i una galeria que aixopluga l'entrada lateral. A l'entrada principal, dovellada, figura la data 1767. Hi ha dues galeries, una a la façana principal i l'altra a la dreta, que han canviat l'aspecte a l'antiga edificació. A mà esquerra hi ha una pallissa i una era.
La casa està documentada el 1207. Segons Coromines, "Colomer" vol dir "venedor de coloms". En els pergamins relacionats amb aquesta masia, l'anomenen "mansus de Columbario". En una llista de testimonis present a la plaça de Les Preses el 4 de juliol de 1560 per l'arrendament de la batllia de Les Preses a Esteve Collferrer, hi ha el nom de Mateu Colomer. El llinatge de la família Colomer ha arribat fins al present. A la part esquerra hi ha adossada la capella dedicada a Sant Miquel datada l'any 1865. En una llinda es pot llegir:
| «        | Salvi COLOMER / HANER 161 H S. 1649 | » |
| — Llinda |                                     |   |